# Hieron (Xenophon)

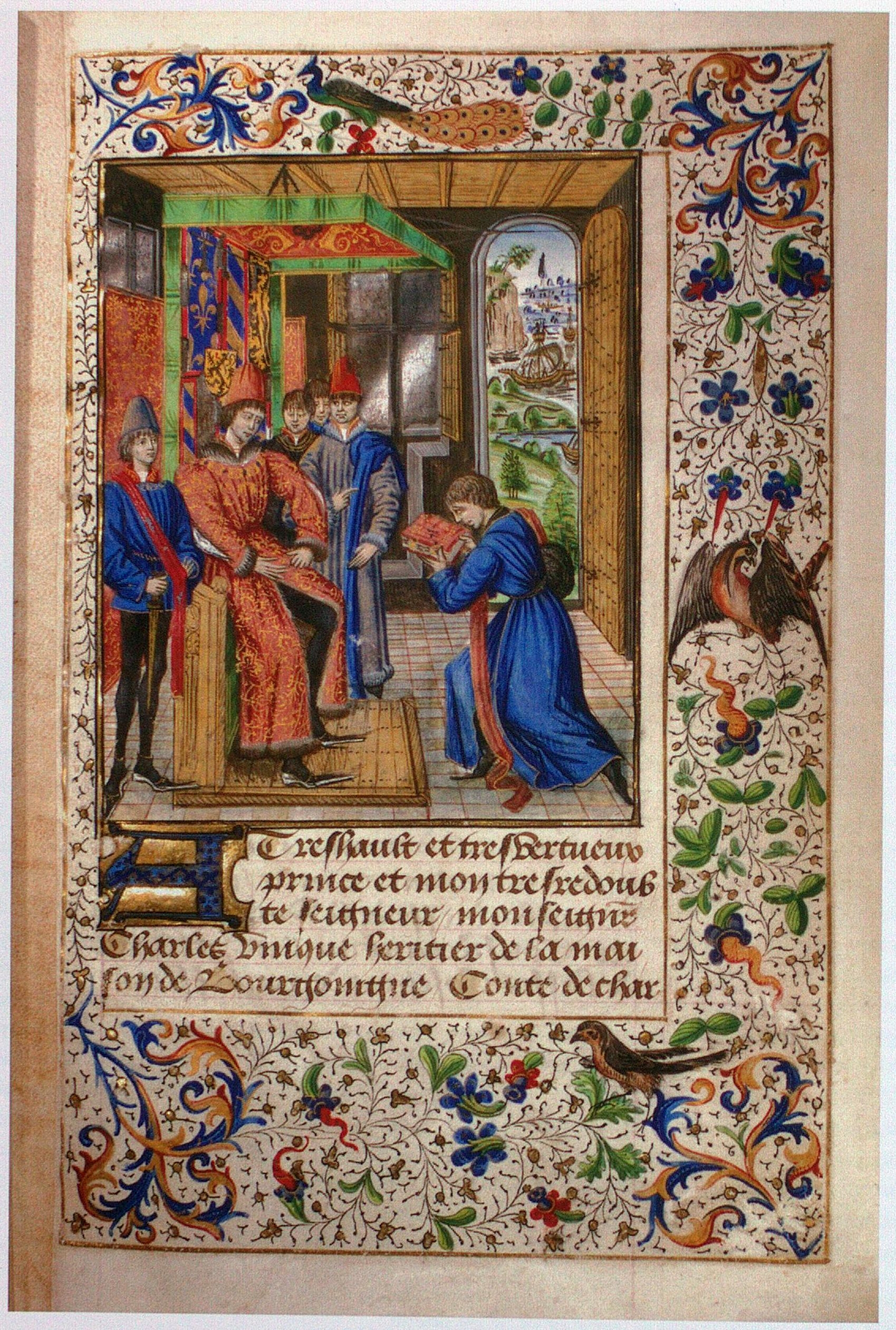
Charles Soillot übergibt seine französische Übersetzung von Xenophons Hieron Herzog Karl dem Kühnen von Burgund. Buchmalerei in dem um 1460 angefertigten Widmungsexemplar für den Herzog (Brüssel, Bibliothèque royale, Ms. IV 1264, fol. 1r)

Hieron ist der Titel eines Werkes des griechischen Historikers Xenophon. Es handelt sich um ein Gespräch des Dichters Simonides von Keos mit dem Tyrannen Hieron I. von Syrakus über die Tyrannis. Xenophon entwickelt darin ein Ideal der Monarchie, wohl mit dem Blick auf die zeitgenössischen Tyrannen von Syrakus.

## Edition
- Hieron oder Über die Tyrannis. In: Wolfgang Will (Hrsg. und Übersetzer): Xenophon. Kleine historische und ökonomische Schriften (Griechisch-deutsch). Sammlung Tusculum, de Gruyter, Berlin/Boston 2020, ISBN 978-3-11-047033-8, S. 145–201.
- Xénophon, Hiéron, texte ét. par Michele Bandini, trad. et comm. par Louis-André Dorion (Edition Budé), Paris 2021 (maßgebliche Textausgabe, französische Übersetzung).